# Antonio Rodriguez Flóres
Antonio Rodriguez Flóres (13 luglio 1923 – 16 maggio 2001) è stato un calciatore messicano, di ruolo centrocampista.

## Carriera
Con la Nazionale messicana ha preso parte ai Mondiali 1950.